# Orthonevra gewgaw
Orthonevra gewgaw är en tvåvingeart som först beskrevs av Hull 1941.  Orthonevra gewgaw ingår i släktet glansblomflugor, och familjen blomflugor.
Artens utbredningsområde är Kuba. Inga underarter finns listade i Catalogue of Life.